# Флавий Зенон (консул 448 года)
Флавий Зенон (лат. Flavius Zeno) — восточно-римский государственный деятель начала V века.

## Биография
Зенон был исаврийского происхождения. У него был брат, который скончался до 448 года. Между 447 и 451 он находился на посту военного магистра Востока. В 447 году Зенон встал во главе исаврийских подразделений на защиту Константинополя в связи с вторжением Аттилы. Остальные руководители крупных армий Восточной Римской империи были задействованы в отражении нападения гуннского правителя. В качестве награды за успешную оборону столицы он был назначен ординарным консулом в 448 году. Его коллегой на Западе был Флавий Руфий Претекстат Постумиан.
В 449—450 годах Зенон выступил против могущественного евнуха Хрисафия, занимавшего также должность комита священных щедрот, который хотел получить благосклонность Аттилы. Он выступил против брака секретаря Аттилы Констанция, и дочери Сатурнина, на которой он женил одного из своих сторонников Руфа. Известно, что в 450 году императорский двор опасался прогневить Зенона, заключив договор с Аттилой.
В 451 году он был возведен в ранг патриция. Согласно Дамаскию, Зенон планировал убить императора Феодосия II при помощи нескольких военачальников-язычников, но император умер после падения с лошади прежде, чем план был реализован. Зенон умер во время правления Маркиана. Среди его сторонников был военный магистр Аполлоний. Феодорит Кирский написал ему два письма.
Согласно античным источникам, блестящая карьера Зенона послужила причиной тому, что другой исаврийский военачальник Тарасикодисса выбрал греческое имя Зенон, когда занял трон Восточной империи. Некоторые современные историки предполагают, что Зенон был отцом императора, однако единого мнения по этому поводу нет, а также другие источники указывают на то, что Тарасикодисса входил в окружение Зенона.